# Uffe
Uffe er et drengenavn, der oprindeligt kommer fra oldhøjtysk eller oldfrisisk "Uffo", der er en kortform for flere navne, der ender på "wulf" eller "ulf". Navnet Ulf har samme oprindelse, og omkring 3.750 danskere bærer et af navnene ifølge Danmarks Statistik. 

## Kendte personer med navnet
- Uffe Bech, dansk fodboldspiller, der spiller som midtbane eller kant for Hannover 96.
- Uffe Buchard, dansk kreativ direktør, chefredaktør, TV-vært og modeskribent.
- Uffe den Spage, nordisk mytologisk kongesøn.
- Uffe Elbæk, dansk rektor for KaosPiloterne og tidligere kulturminister.
- Uffe Ellemann-Jensen, dansk journalist og tidligere udenrigsminister.
- Uffe Harder, dansk digter og oversætter.
- Uffe Holm, dansk standup-komiker.
- Ulf Kirsten, tysk fodboldspiller.
- Ulf Lundell, svensk musiker, forfatter og billedkunstner.
- Ulf Pilgaard, dansk skuespiller.
- Uffe Rørbæk Madsen, dansk sanger, musiker, komiker, manuskriptforfatter, filminstruktør og skuespiller.
- Uffe Savery, dansk percussionist i Safri Duo.
- Ulf Schefvert, svensk håndboldtræner.
- Ulf Schirmer, tysk dirigent.
- Uffe Stenstrop, dansk journalist og tidligere radiovært.
- Uffe Thorndahl, dansk politiker, borgmester og tidligere folketingsmedlem.
- Uffe Steen, dansk jazz og blues guitarist.

## Navnet anvendt i fiktion
- Ulf Thomsen er politichef i tv-serien Rejseholdet og spilles af Erik Wedersøe.
- Uffe Spage Andersen er en figur i tv-julekalenderen Alletiders nisse spillet af Steen Stig Lommer.
- Uffe den Spage, nordisk, mytologisk kongesøn.